# Rio Amaradia (Gorj)
O Rio Amaradia é um rio da Romênia afluente do rio Jiu, localizado no distrito de Gorj.